# Кеукебан
Ке'укебан (араб. كوكبان; англ. Kawkaban) - невелике місто (за деякими даними, село) в північній частині Ємена. Місто розташоване в мухафазі Махвіт приблизно в 50 км на північний захід від столиці Ємена Санаа. Місто розташоване на вершині гір Джебель-Кеукебан, близько 2800 метрів (в інших джерел 2605 метрів) над рівнем моря. Біля підніжжя плато, на якому розташувався Кеукебан, знаходиться місто Шибам, точніше (Шибам у Кеукебана), не плутати з Шибамом в мухафазі Хадрамаут).

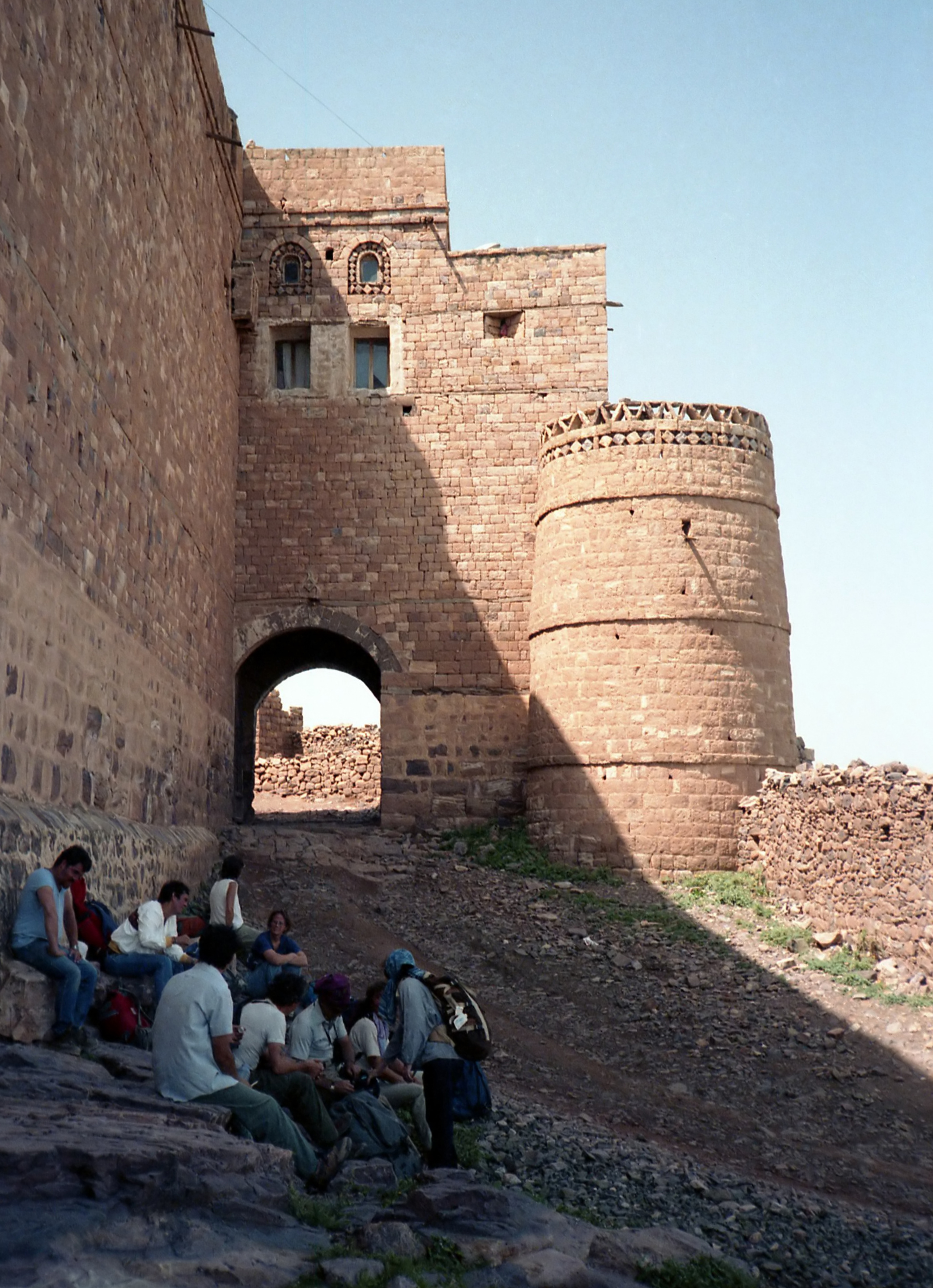
Ворота міста Кеукебан.

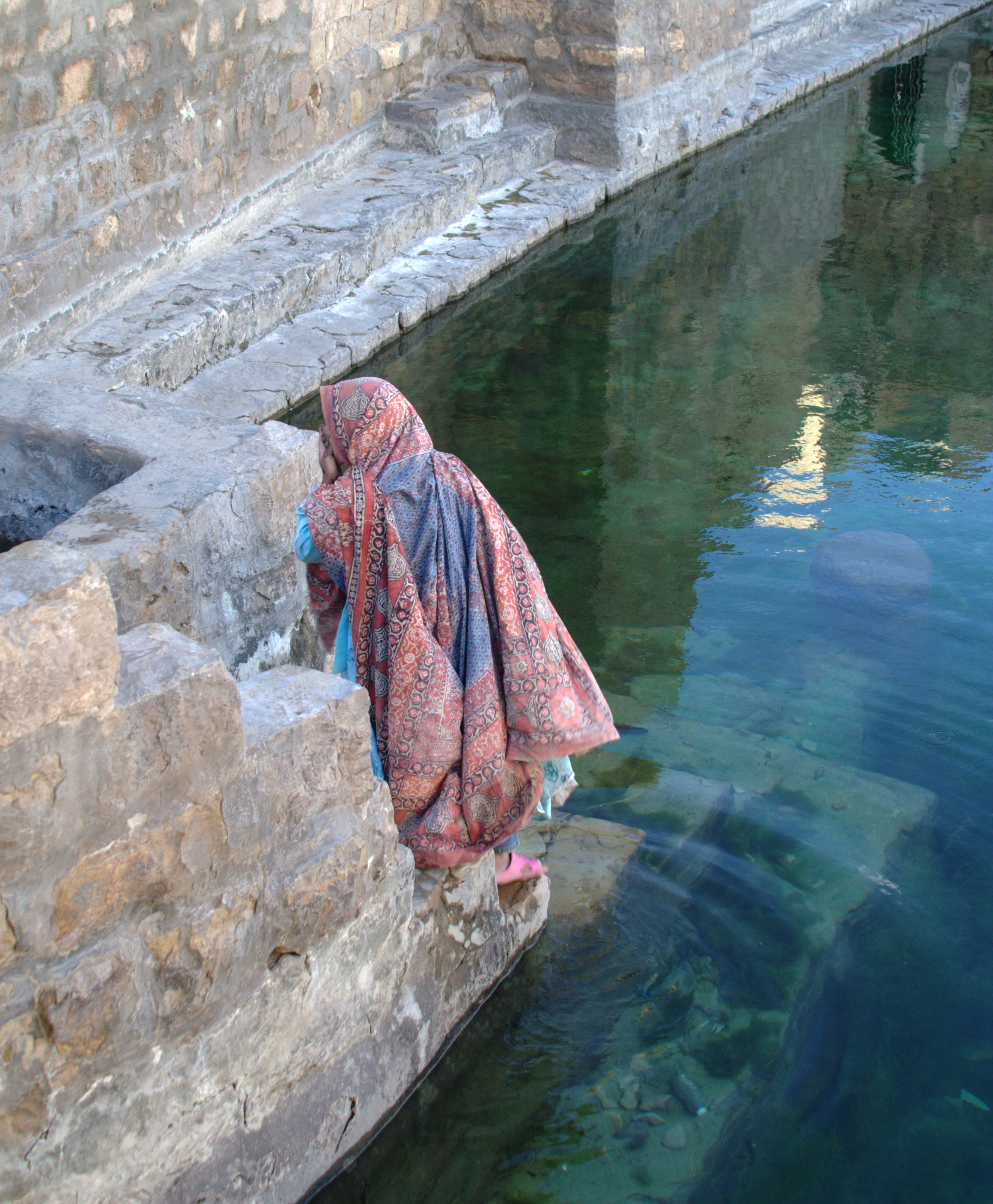
Жінка біля водойми в місті Кеукебан.

Кеукебан є одним із значущих історичних місць Ємена, де проживали шиїтські зейдити і де відпочивали і ховалися від переслідування єменські королі. Прогулюючись по звивистих вуличках Кеукебана, можна побачити старовинні мечеті, будинки, фортечні стіни і ворота.
Свого часу місто було відоме музичною школою. Сьогодні він славиться своєю архітектурою і древнім резервуаром для води, який до цього часу використовується.

## Історія
Перший зайдитській імам аль-Хеді иля-ль-Хакк Яхая тимчасово взяв на себе управління в Санаа в 901 році, але пізніше був змушений покинути місто. В цей же час даї Ібн Хаушаб і Алі ібн аль-Фадль поширювали віру Фатімідів серед гірських племен і придбали багато послідовників. Цих двох лідерів, як правило, називають Карматами, хоча вони були фактично призначені правителями Фатімідів дуатами (лідерами).  Вони змогли підпорядкувати Санаа в 905 році і обмежити територію Яйфурідів до Кеукебана. Тривалий період правитель Яйфурідів Абу Хасан Асаад бен Ібрагім був змушений знаходитися в регіоні Джауф, далі на північ. В XV столітті місто Кеукебан був столицею династії Бай Шараф ад-Дін (італ. bai Sharaf al-Dīn).
В 1872 році, за часів другого завоювання Ємену Османами, імам Сайид Ахмад ібн Абд ар-Рахман захищав місто від турків. Османи взяли Кеукебан після 7-мі місяців облоги.
Під час Громадянської війни 1962-1970 років республіканці міста на чолі з імамом протистояли в 1967 році, але через бомбардування з літаків вони були змушені здатися.

## Населення
Населення міста перевалило за 30 000 чоловік. А в 1965 році чисельність населення становила близько 100 чоловік. Головні прізвища (династії) міста:
- Al-Hadid
- Al-Harith
- Ibn Sharaf al-Din
- Eisaa i al-Shami.